# Moral de Calatrava
Moral de Calatrava – gmina w Hiszpanii, w prowincji Ciudad Real, w Kastylii-La Mancha, o powierzchni 188,2 km². W 2011 roku gmina liczyła 5665 mieszkańców.